# Expédition d'Uyainah bin Hisn
Expédition de Uyainah bin Hisn, contre la tribu Banu Tamim se déroula en juillet 630 AD, 9AH, 1er mois, du Calendrier Islamique.
Mahomet envoya Uyainah bin Hisn collecter la taxe chez les Banu Tamim, mais une des sous-tribus attaqua Uyainah et le chassa du territoire avant même qu’il ait demandé la moindre taxe. Mahomet envoya ensuite 50 combattants vers eux et capturèrent leurs hommes, femmes et enfants. Les prisonniers furent relâchés plus tard, après qu’une délégation de la tribu alla voir Mahomet pour lui demander pardon,,.